# Індикатор фази

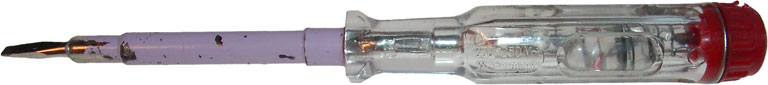
Індикатор фази в вигляді викрутки

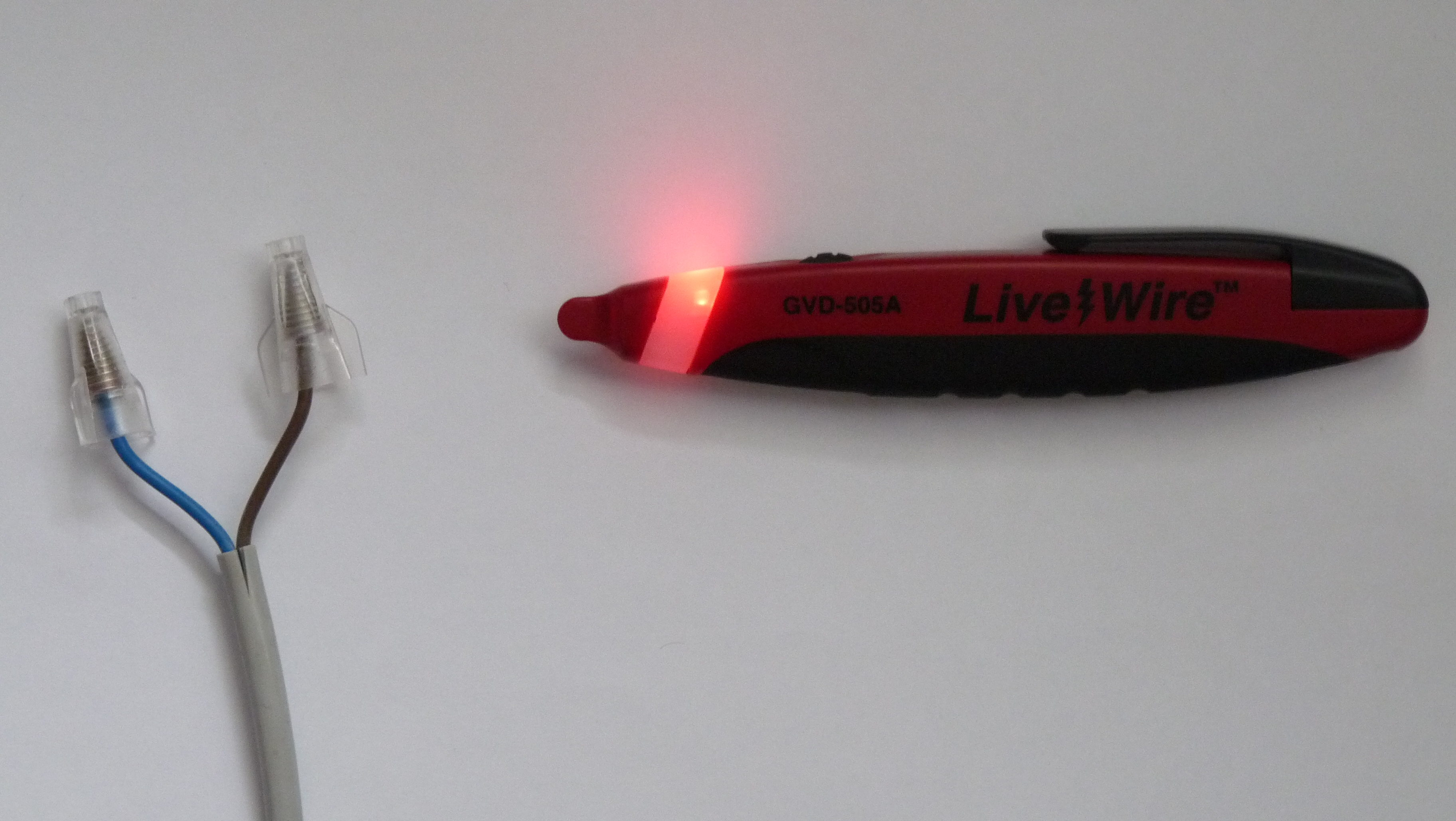
Безконтактний індикатор фазового провідника (реагує на наявність електромагнітного поля)

Індикатор фази — електричний вимірювальний прилад, за допомогою якого можна відрізнити фазовий дріт від нульового і заземлення.
Найчастіше являє собою викрутку з вбудованою неоновою лампою усередині, на одному кінці якої щуп, на іншому — шунтовий контакт.
Такий індикатор, як правило, містить резистор номіналом порядку 1 МОм, з'єднаний послідовно з неоновою лампою.

## Принцип роботи
Для визначення наявності фази, потрібно доторкнутися щупом до струмовідного провідника, або клеми і торкнутися пальцем контакту на ручці індикатора (для безконтактного пробника, достатньо піднести його до струмовідної частини на невелику відстань). Якщо струмовідний провідник є фазним, то в неоновій лампі індикатора з'явиться слабке світіння. Сила струму, що протікає при цьому через тіло людини, за напруги мережі до 380 В, складає частки міліампера і не становить небезпеки. Більш складні індикатори напруги, можуть мати крім світлового, ще-й звуковий сигнал, який повідомляє про наявність небезпечної напруги, наприклад під час роботи сонячної днини, коли індикаторну лампочку погано видно. 
Індикатори-пробники повинні бути добре ізольованими, з мінімальним виступом оголених клем, з обмежувачами для пальців, щоби запобігти випадковому доторку до струмовідних частин, двоконтактні індикатори фази, повинні мати гнучкий добре ізольований з'єднувальний дріт і мати захист від пошкодження контрольного джерела світла. Щоби обмежити подачу електроенергії у разі короткого замикання, контрольні лампи повинні мати запобіжник, що обмежує струм, або струмообмежувальний  резистор і запобіжник разом. 
Під час проведення робіт, треба дотримуватись правил техніки безпеки.

## Електрощитові індикатори фаз

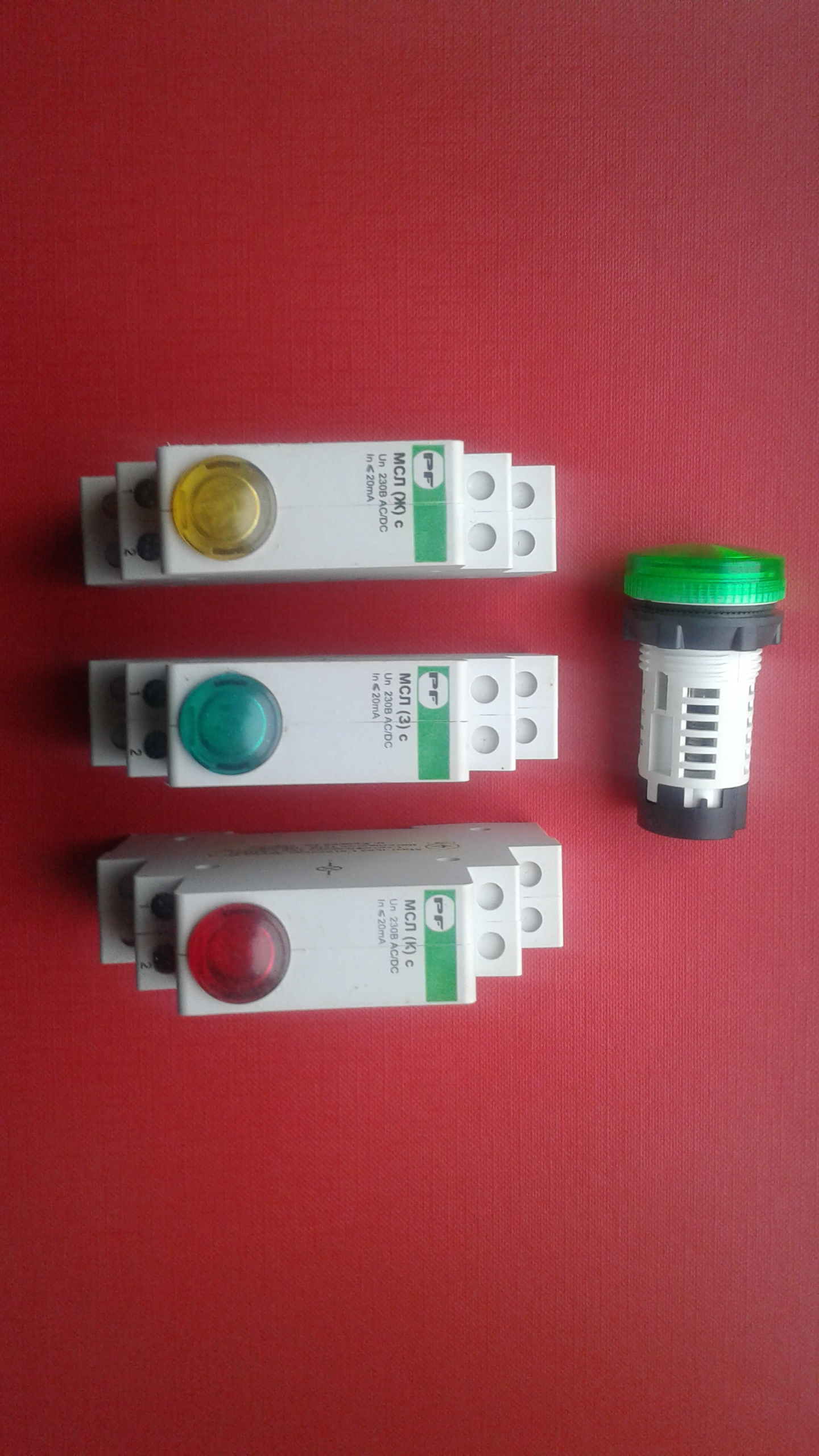
Світлодіодні індикатори фаз

Індикатори фаз для електрощитів, використовуються для безперервного зорового спостереження за наявністю фаз у мережі (у разі пропадання фази, індикатор не світиться). Вони можуть бути модульними —18 міліметрів завширшки (на DIN-рейку) або панельними (під отвір — стандартно, діаметром 22 міліметри), у пластиковому корпусі. Обидва види сигнальних пристроїв, мають гвинтові затискачі для приєднання електричних дротів. На рейку індикатори кріпляться за допомогою спеціальних защіпок, які містяться у нижній частині пристроїв, а на панель — з використанням гайок. Як джерела світла, у світлових індикаторах після 2010  року, для заощадження електроенергії використовуються, лише світлодіоди, оскільки індикатори фаз найчастіше, увімкнені цілодобово, а потужність неонової лампочки досягає декілька ват. Індикатори напруги, можуть мати різні кольори, наприклад: жовтий, зелений, червоний для стандартного позначення фаз А, В, С. Світлодіодні індикатори, споживають невелику кількість електроенергії і можуть працювати до 50000 годин безперервно.